# Artem Kozak
Artem Romanovyč Kozak (in ucraino Артем Романович Козак?; Kovel', 28 maggio 1998) è un calciatore ucraino, centrocampista dell'Oleksandrija.

## Caratteristiche tecniche
È un esterno destro, che si può adattare anche a trequartista.

## Carriera

### Club
Cresciuto nel vivaio della Dinamo Kiev, nel 2016 si trasferì nella sezione giovanile della squadra greca del PAOK senza mai esordire in prima squadra.
Tornato in Ucraina, ha giocato sia in Prem"jer-liha, la massima serie del campionato ucraino di calcio, che in Perša Liha ossia la seconda serie.

### Nazionale
Ha all'attivo una presenza con la nazionale giovanile ucraina Under-18.

## Statistiche

### Presenze e reti nei club
| Stagione                | Squadra                 | Campionato              | Campionato | Campionato | Coppe nazionali | Coppe nazionali | Coppe nazionali | Coppe continentali | Coppe continentali | Coppe continentali | Altre coppe | Altre coppe | Altre coppe | Totale | Totale | Totale |
| Stagione                | Squadra                 | Comp                    | Pres       | Reti       | Comp            | Pres            | Reti            | Comp               | Pres               | Reti               | Comp        | Pres        | Reti        | Pres   | Reti   |        |
| ----------------------- | ----------------------- | ----------------------- | ---------- | ---------- | --------------- | --------------- | --------------- | ------------------ | ------------------ | ------------------ | ----------- | ----------- | ----------- | ------ | ------ | ------ |
| 2018-2019               | Arsenal Kiev            | PL                      | 4          | 0          | CU              | 0               | 0               |                    | -                  | -                  |             | -           | -           | 4      | 0      |        |
| 2019-2020               | Karpaty                 | PL                      | 10         | 1          | CU              | 1               | 0               |                    | -                  | -                  |             | -           | -           | 11     | 1      |        |
| 2020-2021               | Čornomorec'             | 1L                      | 20         | 3          | CU              | 1               | 0               |                    | -                  | -                  |             | -           | -           | 21     | 3      |        |
| 2021-2022               | Polіssja Žytomyr        | 1L                      | 17         | 5          | CU              | 2               | 2               |                    | -                  | -                  |             | -           | -           | 19     | 7      |        |
| 2022-2023               | Polіssja Žytomyr        | 1L                      | 17         | 4          |                 | -               | -               |                    | -                  | -                  |             | -           | -           | 17     | 4      |        |
| 2023-2024               | Polіssja Žytomyr        | PL                      | 15         | 3          | CU              | 2               | 0               |                    | -                  | -                  |             | -           | -           | 17     | 3      |        |
| Totale Polіssja Žytomyr | Totale Polіssja Žytomyr | Totale Polіssja Žytomyr | 49         | 12         |                 | 4               | 2               |                    | -                  | -                  |             | -           | -           | 53     | 14     |        |
| Totale carriera         | Totale carriera         | Totale carriera         | 83         | 16         |                 | 6               | 2               |                    | -                  | -                  |             | -           | -           | 89     | 18     |        |

## Palmarès

### Competizioni nazionali
- Perša Liha: 1

Polіssja Žytomyr: 2022-2023